# Tatochila homoeodice
Tatochila homoeodice är en fjärilsart som beskrevs av Paravicini 1910. Tatochila homoeodice ingår i släktet Tatochila och familjen vitfjärilar. Inga underarter finns listade i Catalogue of Life.